# Église Saint-Saturnin d'Omex
L'église Saint-Saturnin d'Omex est une église catholique située à  Omex, dans le département français des Hautes-Pyrénées en France dans la Vallée de Batsurguère.

## Localisation
Elle se situe au centre du village

## Historique
En 1769 elle est déplacée de la grange-chapelle à son emplacement actuel comme c'est marqué sur le linteau.

## Architecture
C'est une église à clocher-tour, avec un porche un peu massif, elle possède une nef unique. Elle a été rénovée au XIXe siècle.

## Galerie de photos

Sélection de vues diverses
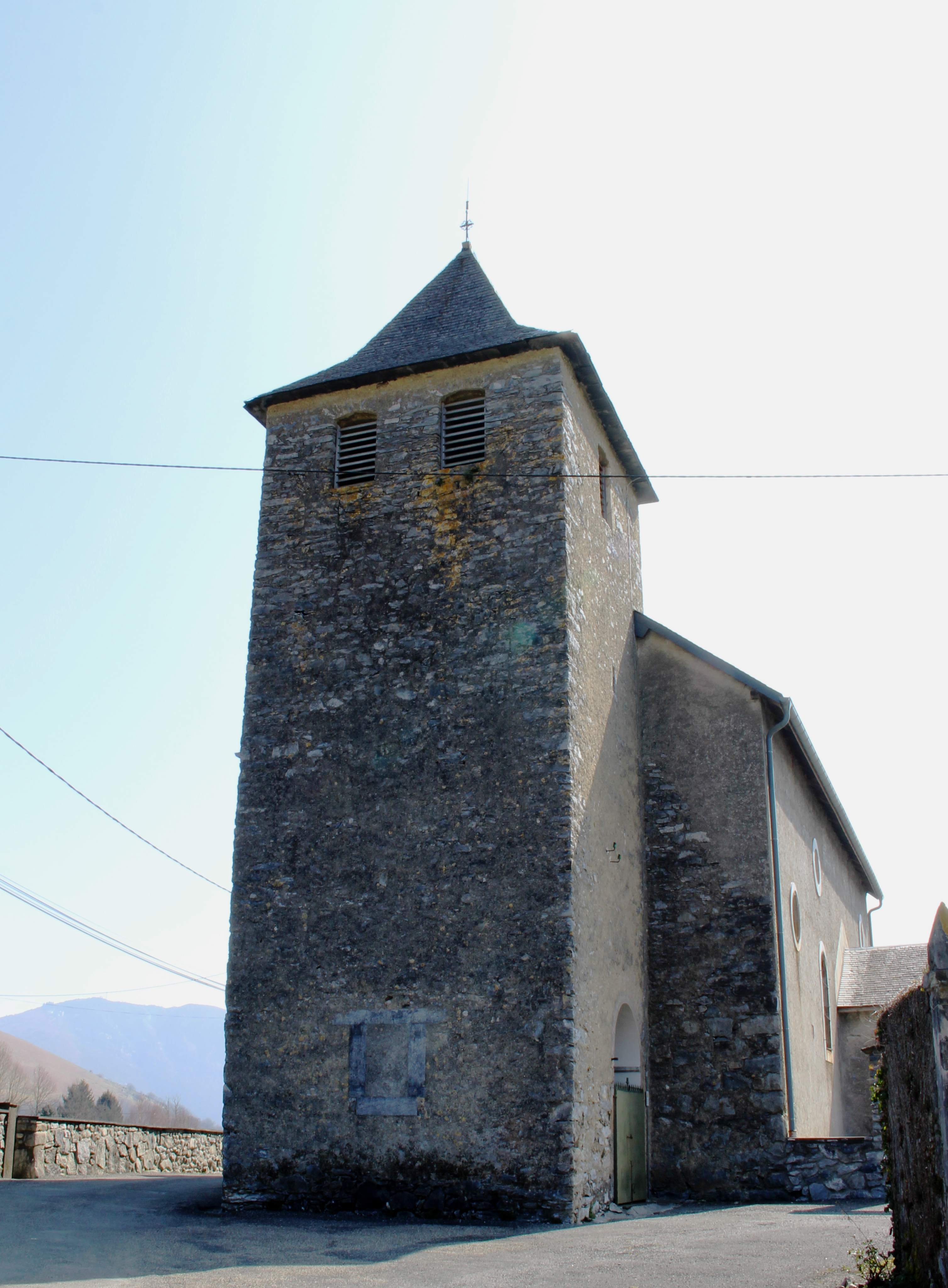
clocher
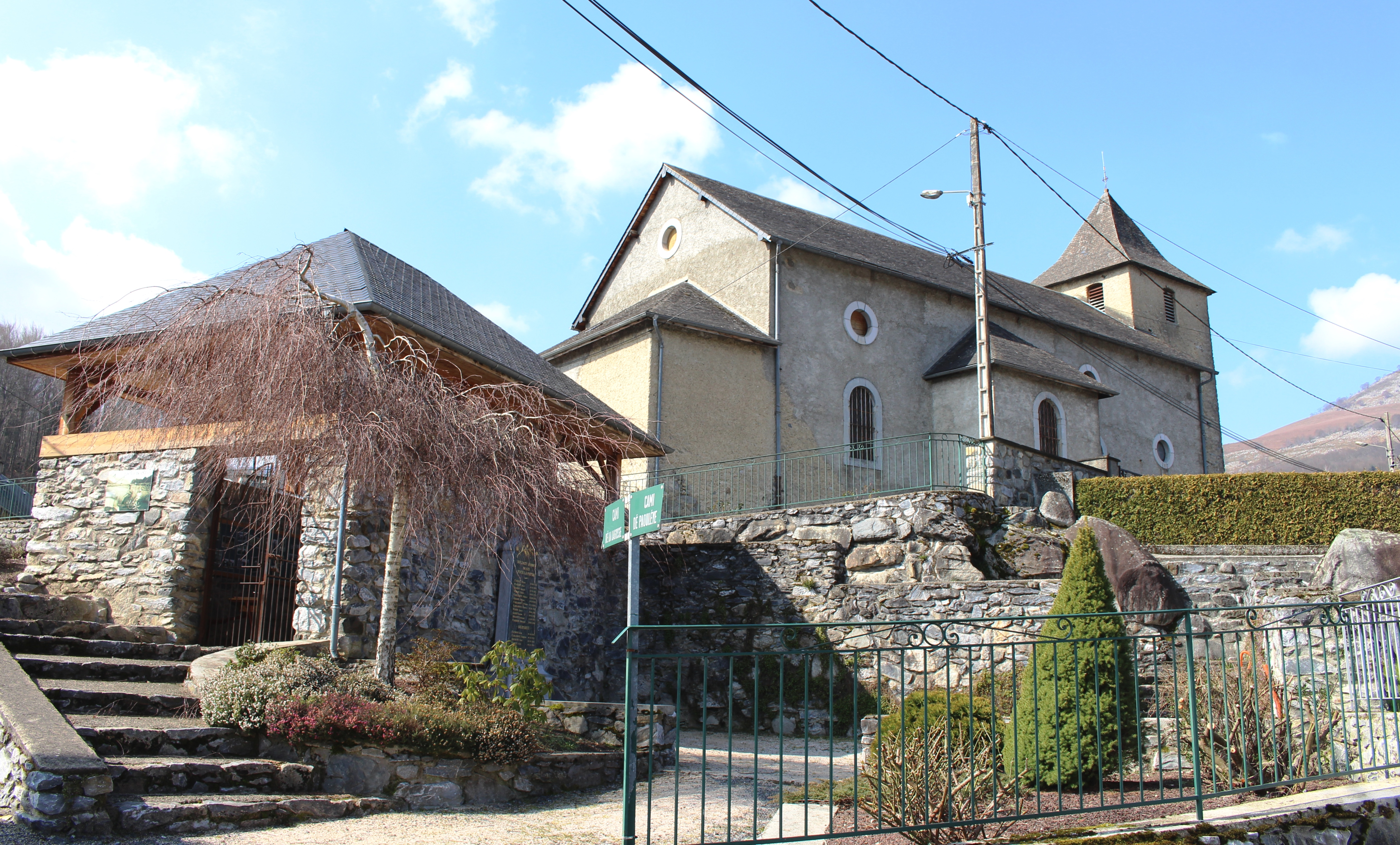
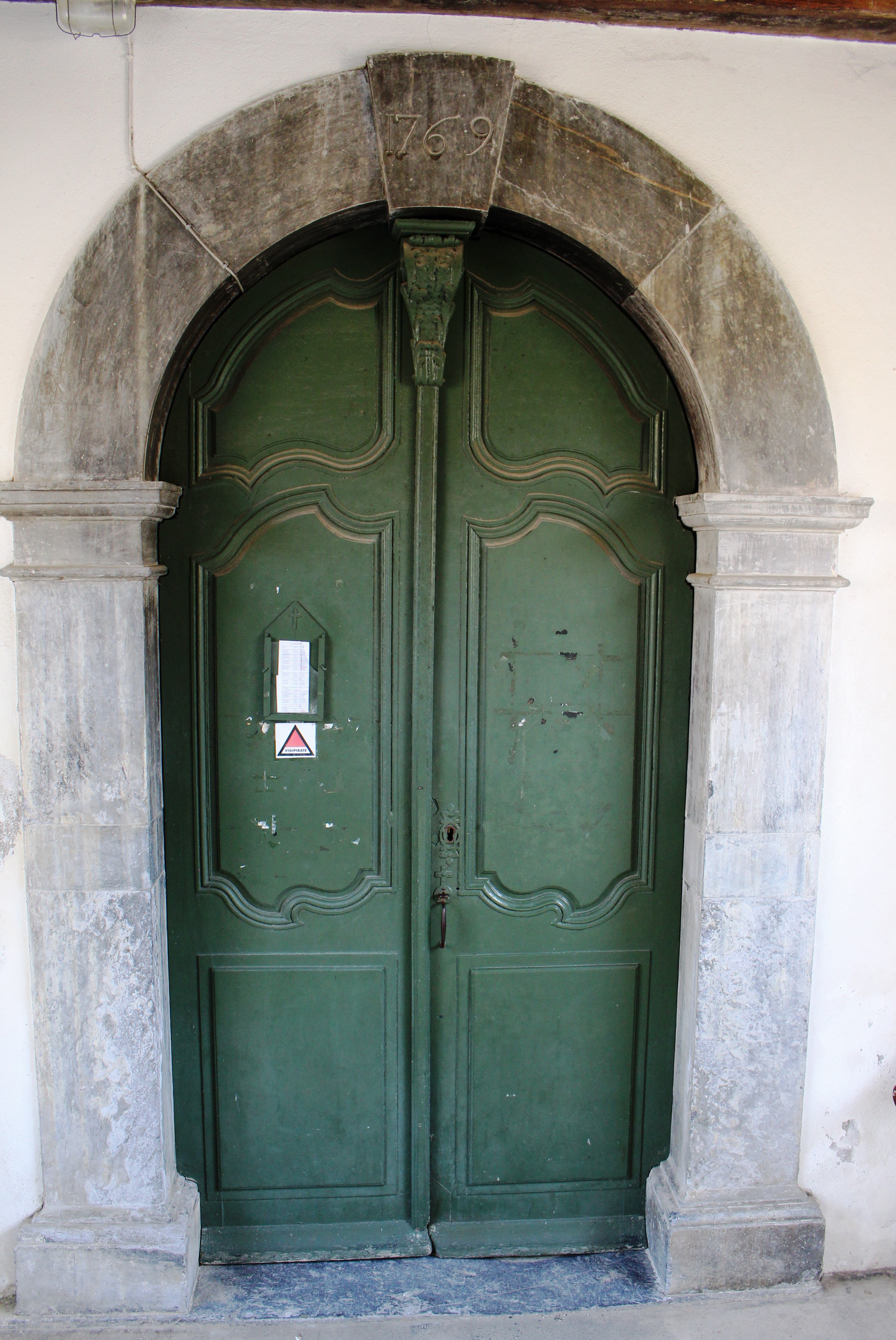
porte